# Трипалий інамбу
Трипалий інамбу (Tinamotis) — рід птахів родини тинамових (Tinamidae). Рід містить два види, що поширені у Південній Америці.

## Види
- Tinamotis ingoufi — інамбу патагонський
- Tinamotis pentlandii — інамбу червоногузий